# Sindhanur

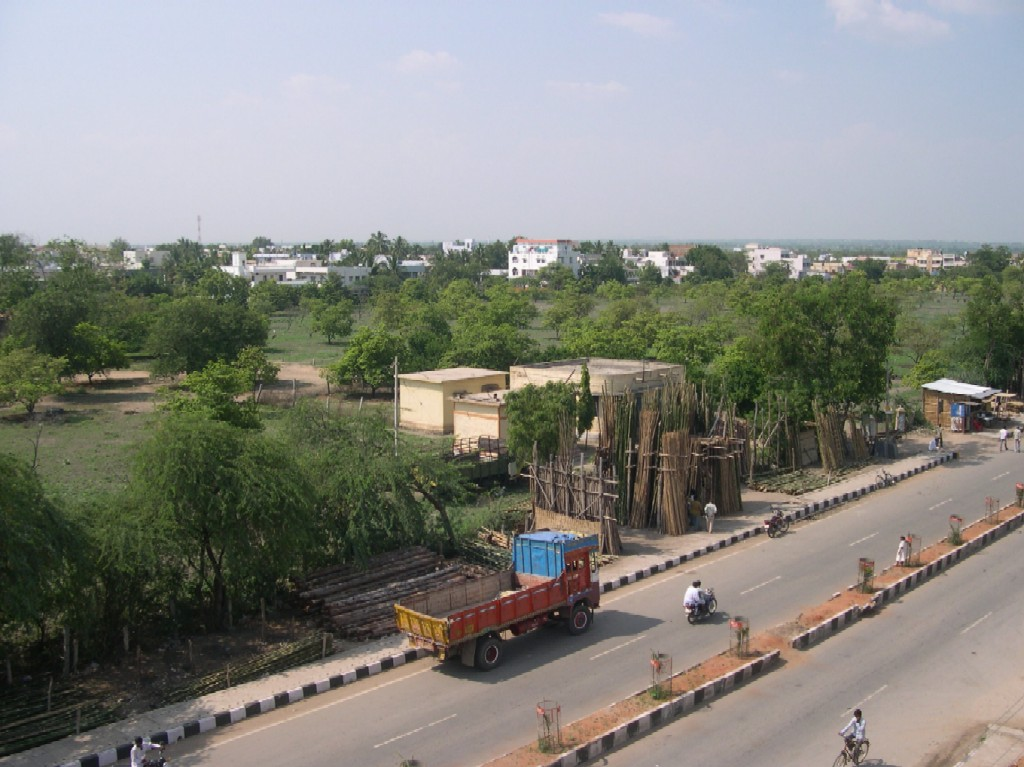
Blick über Teile der Stadt

Sindhanur oder Sindhnur (Kannada ಸಿಂಧನೂರು) ist eine Stadt mit ca. 90.000 Einwohnern im Distrikt Raichur im indischen Bundesstaat Karnataka.

## Lage und Klima
Sindhanur liegt auf dem Dekkan-Plateau im nördlichen Zentrum Karnatakas auf dem südwestlichen Ufer des Sindhanur Nala, eines Nebenflusses der Tungabhadra, in einer Höhe von rund 375 m. Nächstgrößere Städte sind Raichur (ca. 90 km nordöstlich) oder Gangavati (ca. 50 km südwestlich); die Millionenstadt Bangalore ist rund 400 km (Fahrtstrecke) in südöstlicher Richtung entfernt. Das Klima ist subtropisch warm; Regen (ca. 585 mm/Jahr) fällt fast nur während der sommerlichen Monsunmonate.

## Bevölkerung
| Jahr      | 1991   | 2001   | 2011   |
| Einwohner | 44.375 | 61.262 | 75.837 |

Knapp 64,5 % der Einwohner der Stadt sind Hindus und ca. 32,5 % sind Moslems; der Rest entfällt auf Jains, Christen, Sikhs und Buddhisten. Der männliche und der weibliche Bevölkerungsanteil sind ungefähr gleich hoch. Ca. 26 % der Bevölkerung sind Analphabeten. Die meisten Einwohner sprechen Kannada als Muttersprache, aber auch Hindi und Englisch werden gesprochen.

## Wirtschaft
Sindhanur ist das merkantile, handwerkliche und administrative Zentrum einer in hohem Maße landwirtschaftlich orientierten Region. Sindhanur hat keinen Bahnhof und so haben sich auch bislang keine Industriebetriebe hier angesiedelt.

## Geschichte
Im 3. Jahrhundert v. Chr. gehörte die Gegend um Sindhanur zum Maurya-Reich. Später befand sich der Ort in Händen der Shatavahanas, dann der Chalukya- und Hoysala-Dynastie sowie des Vijayanagar-Reiches, welches im Jahr 1565 in der Schlacht von Talikota gegen die vereinigten Streitkräfte der Dekkan-Sultanate unterlag. Später kam Sindhanur zu Hyderabad, das während der Kolonialzeit ein nominell unabhängiger Fürstenstaat unter britischer Oberherrschaft war. Ein Jahr nach der indischen Unabhängigkeit wurde Hyderabad 1948 von Indien annektiert. Durch den States Reorganisation Act kam Sindhanur im Jahr 1956 an den nach den Sprachgrenzen des Kannada geschaffenen Bundesstaat Mysore, der 1973 in Karnataka umbenannt wurde.

## Sehenswürdigkeiten
In Sindhanur und in seiner Umgebung gibt es keine Sehenswürdigkeiten von kultureller oder historischer Bedeutung.